# Kienbach (Ilse)
Der Kienbach ist ein etwa acht Kilometer langer Nebenfluss der Ilse im Nordharz. Er entspringt am Nordhang des Zwisselkopfes im Nationalpark Harz westlich von Ilsenburg (Harz) im Landkreis Harz, Sachsen-Anhalt.

## Verlauf
Anfangs durchfließt er das Tuchtfeldstal, in dessen Bereich er früher oft auch als Tuchtfeldstalwasser bezeichnet wurde. Die Gemarkung Ilsenburg verlässt er im Bereich des Ilsenburger Stieg, über welchen der Europaradweg R1 führt. Im Weiteren verläuft er in der Gemeinde Nordharz, nimmt von rechts einen Entwässerungsgraben aus der Stadt Ilsenburg auf, quert die L85 und verlässt den Nationalpark Harz. Die Bahnstrecke Ilsenburg–Vienenburg wird in der Nähe von Mainzhorn überführt. Der Bach folgt der Waldgrenze des Stapelburger Holzes und schwenkt im Bereich des Langelschen Bruch nach Osten in Richtung Teichwirtschaft Veckenstedt ein. Nachdem er diesen Bereich durchflossen hat, quert er die Bundesautobahn 36, nimmt den Ellerbach auf, der dem Graben und Teichsystem der Stadt Ilsenburg entspringt, passiert das Landschulheim Grovesmühle, um anschließend an der Veckenstedter Furt als linker Zufluss in die Ilse zu münden.

## Gewässerqualität
In weiten Teilen seines Verlaufs fällt der Kienbach nahezu ganzjährig trocken, nur nach der Schneeschmelze und nach starken Niederschlägen führt er zwischen der Bahnstrecke Ilsenburg–Vienenburg und der Teichwirtschaft Veckenstedt Wasser, jedoch fällt auch der südliche Bereich bis in das Thuchtfeldstal häufig trocken.